# Улица Владимира Великого
У́лица Влади́мира Вели́кого (укр. Вулиця Володимира Великого)— одна из магистральных улиц во Львове (Украина), находится во Франковском районе, в южной части города. Связывает улицу Кульпарковскую с улицей Стрыйской, пересекает улицу Княгини Ольги, проложена параллельно улица улице Научной. По улице проходит троллейбусный маршрут № 23.

## Названия

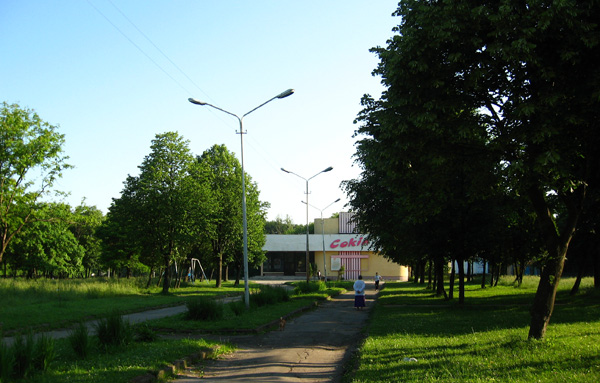
Кинотеатр «Сокол» (бывший «Орлёнок») в парке «Ореховый гай»

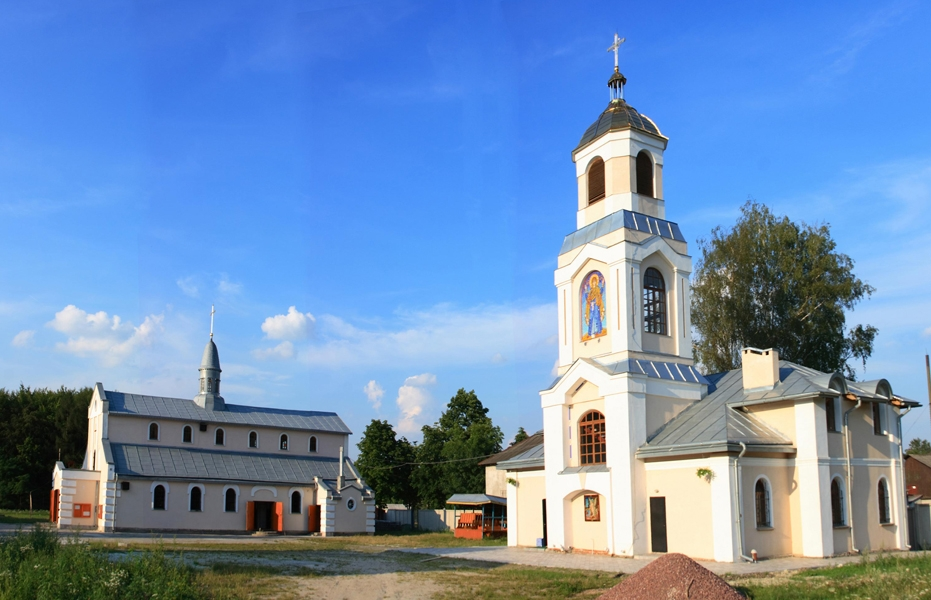
Церковь Вознесения Господнего (УГКЦ)

- До 1946 года — Закладовая (вела к «закладу», психиатрической лечебнице на Кульпаркове).
- 1946—1990 — улица Артёма (в честь большевика Фёдора Сергеева-Артёма).
- С 1990 года — улица Владимира Великого (в честь крестителя Руси).

## История
На части территории улицы ранее существовало село Липники, принадлежавшее общине Кульпарков. Тут же находилось Кульпарковское кладбище. В 1926-1927 годах по проекту архитектора Людомила Гюрковича на Кульпарковском кладбище построена римско-католическая часовня, что после войны стала православной церковью Святого Введения. В начале 1970-х годах часовня и кладбище ликвидированы. Во времена независимости в память о местонахождении православной церкви Святого Введения, разрушенной в 1973 году, за домом № 34 установлен памятный знак.
В 1960-1970-е годы вдоль улицы был построен жилой массив стандартных пяти- и девятиэтажных жилых многоквартирных домов - первая застройка жилого массива «Южный», на углу с улицей Стрыйской — высотное здание издательства «Вильна Украина», в 1980-е на углу с улицей Боженко — также здание универмага «Львов». На боковой от ул. Владимира Великого улице В. Симоненко (бывшая ул. Советской Конституции) построено одно из крупнейших современных культовых зданий города — грекокатолическая церковь Святых Владимира и Ольги; возле перекрёстке с улицей Троллейбусной построено здание церкви Воскресения Господнего.
В 1970-е также был заложен парк 30-летия освобождения Львова (с 1990-х — «Ореховый гай») с прудом и кинотеатром «Орлёнок» (с 1990-х — «Сокол»; с 2015 - львовский киноцентр «Lviv Film Center»).